# Castel di Lama
Castel di Lama (im örtlichen Dialekt: La Lama) ist eine italienische Gemeinde (comune) mit 8431 Einwohnern (Stand 31. Dezember 2023) in der Provinz Ascoli Piceno in den Marken. Die Gemeinde liegt etwa 10 Kilometer ostnordöstlich von Ascoli Piceno. Der Tronto als südliche Begrenzung der Gemeinde markiert bis hierher die natürliche Grenze zwischen den Regionen Abruzzen und Marken.

## Verkehr
Durch die Ortschaften führt unter anderem die Strada Statale 4 Via Salaria von Rom bzw. Latium kommend über Ascoli Piceno nach Porto d’Ascoli am Adriatischen Meer.
Südlich der Gemeinde verläuft nahezu parallel zur Strada Statal 4 die Schnellstraße Raccordo autostradale 11 von Ascoli Piceno Richtung Meer.
Mit der Gemeinde Offida besteht ein Haltepunkt an der nicht elektrifizierten Bahnstrecke von Ascoli Piceno nach San Benedetto del Tronto/Porto d'Ascoli.